# José Luis Rugamas
José Luis Rugamas Portillo (San Salvador, 5 de junho de 1953) é um ex-futebolista profissional e treinador salvadorenho, que atuava como defensor.

## Carreira
José Luis Rugamas fez parte do elenco da histórica Seleção Salvadorenha de Futebol da Copa do Mundo de 1982, ele fez duas partidas. 